# 東京電力福島原子力発電所事故に係る両議院の議院運営委員会の合同協議会

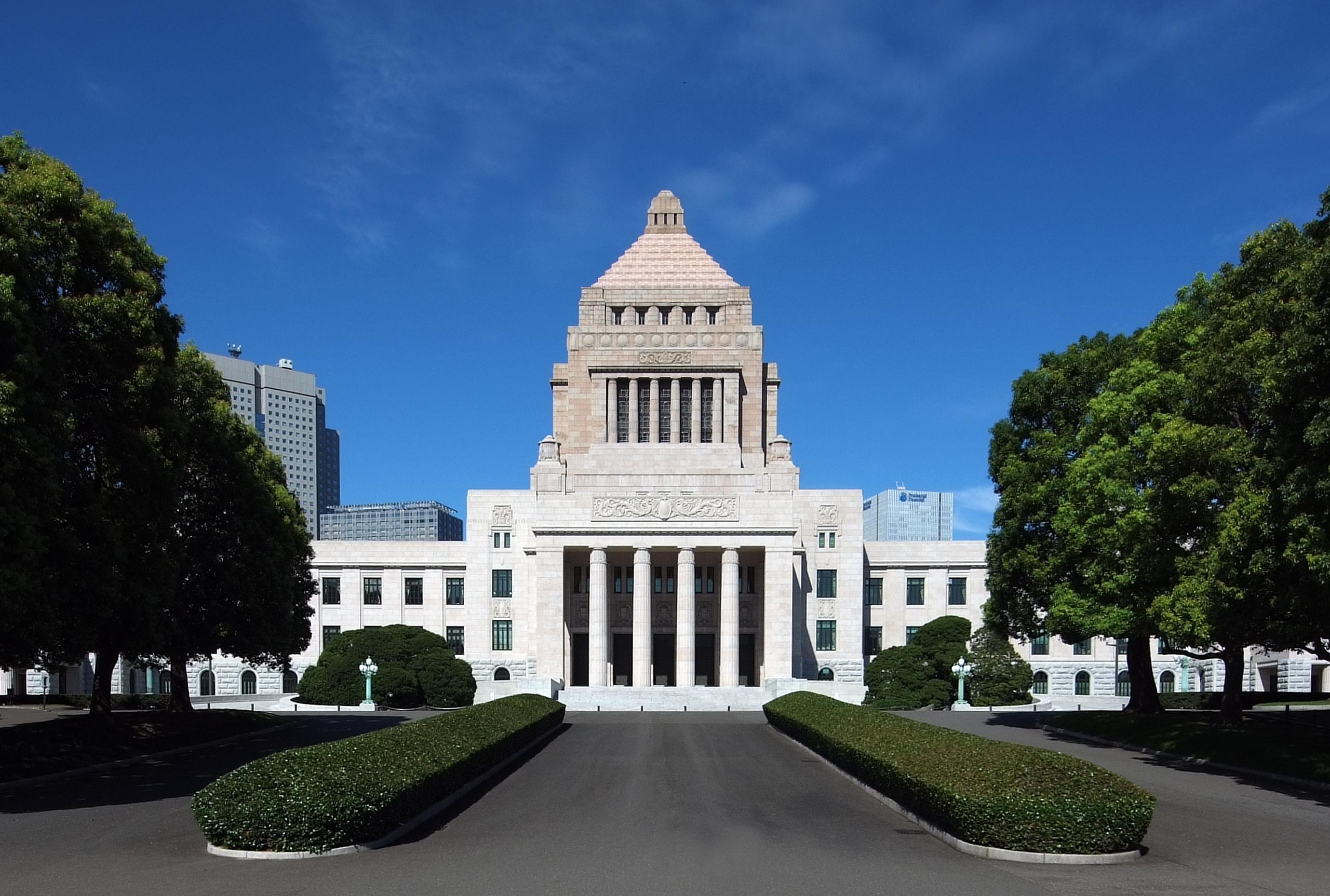
東京電力福島原子力発電所事故に係る両議院の議院運営委員会の合同協議会が所在する国会議事堂

東京電力福島原子力発電所事故に係る両議院の議院運営委員会の合同協議会（とうきょうでんりょくふくしまげんしりょくはつでんしょじこにかかるりょうぎいんのぎいんうんえいいいんかいのごうどうきょうぎかい）は、日本の国会に設置される機関。衆議院および参議院による合同協議会である。

## 概要
日本の国会に設置される機関であり、衆議院および参議院の両院による合同協議会である。2011年3月11日の東北地方太平洋沖地震にともなう福島第一原子力発電所事故の発生を受け、国会に設置された。設置根拠は国会法、東京電力福島原子力発電所事故に係る両議院の議院運営委員会の合同協議会規程などに基づく。
東京電力福島原子力発電所事故に係る両議院の議院運営委員会の合同協議会は、「東京電力福島原子力発電所事故調査委員会」を構成する委員長や委員を推薦する。また、東京電力福島原子力発電所事故調査委員会からの要請に基づき、国政調査権を発動し国政に関する調査を実施する。なお、東京電力福島原子力発電所事故に係る両議院の議院運営委員会の合同協議会は、東京電力福島原子力発電所事故調査委員会法に基づき東京電力福島原子力発電所事故調査委員会が設置されているときのみ、国会に置かれることになっている。

## 構成
東京電力福島原子力発電所事故に係る両議院の議院運営委員会の合同協議会は、30名の委員により構成される。その内訳は、衆議院議員15名、参議院議員15名となっている。衆議院側の委員15名は、衆議院議院運営委員会の委員長、理事、委員の中から、衆議院議長の指名により選任される。同様に、参議院側の委員15名は、参議院議院運営委員会の委員長、理事、委員の中から、参議院議長の指名により選任される。
東京電力福島原子力発電所事故に係る両議院の議院運営委員会の合同協議会には、会長が1名置かれる。会長は、委員の互選により選出され、合同協議会を代表するとともに議事を整理する。また、会長の所属する議院に属していない委員の中から、会長代理が1名置かれる。会長代理は、会長の指名により選出され、会長に事故があるときに会長に代わって職務を行う。
なお、東京電力福島原子力発電所事故に係る両議院の議院運営委員会の合同協議会は、委員の割り当てがなかった会派に所属する国会議員を、委員外議員として選任することができる。ただし、委員外議員の選任にあたっては、当該国会議員の所属する議院の議長の承認が必要となる。委員外議員は、正式な委員ではないものの、東京電力福島原子力発電所事故に係る両議院の議院運営委員会の合同協議会の会議に出席することができる。

## 沿革
2011年3月11日、東北地方太平洋沖地震にともない、福島第一原子力発電所事故が発生した。これを受け、第179回国会にて、改正国会法と東京電力福島原子力発電所事故調査委員会法が可決、成立した。また、東京電力福島原子力発電所事故に係る両議院の議院運営委員会の合同協議会規程が、両院で議決された。
2011年11月2日、第1回会議が開催され、衆議院議院運営委員長の小平忠正が初代会長に選任された。また、会長の小平は、参議院議院運営委員長の鶴保庸介を会長代理に指名した。そのほか、幹事や委員外議員が選任された。同年12月1日の第2回会議では、東京電力福島原子力発電所事故調査委員会の委員長、および、委員の推薦を決定した。

## 歴代会長
| 東京電力福島原子力発電所事故に係る 両議院の議院運営委員会の合同協議会会長 | 東京電力福島原子力発電所事故に係る 両議院の議院運営委員会の合同協議会会長 | 東京電力福島原子力発電所事故に係る 両議院の議院運営委員会の合同協議会会長 | 東京電力福島原子力発電所事故に係る 両議院の議院運営委員会の合同協議会会長 | 東京電力福島原子力発電所事故に係る 両議院の議院運営委員会の合同協議会会長 | 東京電力福島原子力発電所事故に係る 両議院の議院運営委員会の合同協議会会長 |
| 代                                                                        | 氏名                                                                      | 就任日                                                                    | 退任日                                                                    | 議院                                                                      | 会派                                                                      |
| ------------------------------------------------------------------------- | ------------------------------------------------------------------------- | ------------------------------------------------------------------------- | ------------------------------------------------------------------------- | ------------------------------------------------------------------------- | ------------------------------------------------------------------------- |
| 1                                                                         | 小平忠正                                                                  | 2011年11月2日                                                             | 2012年10月1日                                                             | 衆議院                                                                    | 民主党・無所属クラブ                                                      |